# Sbrojavacca
Gli Sbrojavacca o Sbrogliavacca sono una nobile famiglia friulana.

## Storia
Famiglia di presunta origine franca (secondo la tradizione sarebbe giunta in Italia al seguito di Carlo Magno), si affermò a partire dal XIII secolo come feudataria del patriarca di Aquileia. Principale residenza della famiglia era il castello di Torrate, presso l'attuale frazione omonima nel comune di Chions.
Nel corso degli anni ricevettero altri territori e investiture anche da parte dei conti di Gorizia, dal vescovo di Concordia e dall'abate di Sesto al Reghena; in particolare nel 1340 ottennero in dono terre presso Orsago e Bibano da parte del patriarca di Aquileia, e nel 1511 venne riconosciuto loro il dominio completo su Villotta.
Con l'arrivo della Serenissima, le investiture e i domini aviti furono riconfermati e dal 1620 la famiglia poté sedere nel parlamento della Patria del Friuli. Nel 1699, inoltre, il feudo divenne contea e gli Sbrojavacca vennero iscritti nel Libro dei titolati con la qualifica di conti.
Sotto il Regno Lombardo-Veneto furono nuovamente confermati nobili, nel 1822.

## Origine del nome
- Agreste leggenda voleva l'origine del nome e della vacca arrabbiata che capeggia sullo stemma, per certa beffa compiuta durante un assedio del castello prima dell'anno mille: per scoraggiare gli assedianti che credevano di prenderli per fame, gli antichi signori di quel luogo, per far credere d'avere ancora ingenti riserve, gettarono loro dalle mura l'ultima vacca rimasta, dopo aver ordinato ad un proprio milite "Sbroja la vaca!"[senza fonte]
- D'altra parte la vacca rampante é un chiaro riferimento al nome del luogo che fu sede della loro signoria: Sbrolavaca (1214), Sbrolavaccha (1215), Scodavacca (1218), Sbrolavacca (1220), Brugliavaca (1227) ecc. In altre parole, il toponimo che divenne predicato e che influenzò l'arma, deriva da sbrojâ + vacca, ossia il luogo dove abita "colui che scuoia la vacca" se s'intende sbrojâ come scorticare, oppure "il luogo dove si possono lasciar libere, far pascolare le vacche" se si prende il medesimo verbo nel suo altro significato di sciogliere, slegare[3]. Quest'ultimo il significato piú plausibile vista la presenza  di terreni argillosi e paludosi poco adatti alla coltivazione ma piú adatti al pascolo anche nei mesi piú secchi grazie alla presenza d'acqua superficiale e di molte olle di risorgiva che caratterizzano ancora oggi la zona.

## Residenze
- Castello di Torrate.
- Palazzo Sbrojavacca a Pordenone, di epoca rinascimentale.
- Villa Sbrojavacca a Orsago, costruita nel XVII secolo su terreni donati alla famiglia dal patriarcato di Aquileia nell'anno 1340.
- Villa Sbrojavacca a Gardigiano, originariamente Ca' Bonaparte, proprietà dei Perotto dalla seconda metà del XIX secolo e passata successivamente agli Sbrojavacca in seguito ad un matrimonio.
- Villa Sbrojavacca a Villotta.
- Villa Sbrojavacca a Felettano (Tricesimo).